# شینیچی موکای
شینیچی موکای (انگلیسی: Shinichi Mukai؛ زادهٔ ۱۵ ژوئن ۱۹۸۵) بازیکن فوتبال اهل ژاپن است.
از باشگاه‌هایی که در آن بازی کرده‌است می‌توان به باشگاه فوتبال توکیو وردی و باشگاه ورزشی توچیگی اشاره کرد.